# Кенай
Полуостров Кенай (на английски: Kenai Peninsula) е полуостров в южната част на щата Аляска, простиращ се на около 240 km от североизток на югозапад между заливите Кук на запад и Принц Уилям на изток (съставни части на Тихия океан). Границата му с континента е тесен 18 km провлак между залива Тернагейн Арм (съставна част на залива Кук) на запад и залива Принц Уилям на изток. В средните части ширината му достига до 113 km.
Североизточните, източните, югоизточните и южните му брегове са предимно високи, стръмни, планински, изпъстрени с множество заливи и фиорди (Кингс, Леден, Качемак и др.), докато западните и северните са предимно ниски, плоски, на места заблатени. В близост до североизточния му бряг, в залива Принц Уилям са разположени островите Монтагю, Рицар и други по-малки. Покрай цялото му източно крайбрежие се простира хребета Кенай с максимална височина връх Труули (2015 m). От хребета се спускат планински ледници (Чернов, Тустумена, Хардинг, Елсуърт и др.), които на изток достигат до морския бряг, а на запад дават началото на къси и бурни реки, най-голяма от които е река Кенай. Западната част на полуострова е изпъстрена с множество езера, най-големите от които са Скилак, Кенай, Тустумена. Климатът е океански с годишна сума на валежите до 1500 mm. Склоновете на хребета Кенай са покрити с гъсти иглолистни гори, а низините на запад са заети от пасища.
На полуостров Кенай се разработват находища на нефт, газ и въглища. Основен поминък на населението е промишлен риболов, рибоконсервна промишленост и рудодобив. Населението е концентрирано главно по крайбрежието като най-големите селища са градовете Кенай (на западния бряг) и Сиуърд (на югоизточния бряг), голямо пристанище и краен пункт на Аляската жп линия от град Феърбанкс.
Западния бряг на полуострова е открит и изследван през май 1778 г. от великия английски мореплавател Джеймс Кук, а югоизточното крайбрежие е открито през 1788 г. от руския мореплавател Герасим Измайлов. На следващата година Измайлов детайлно описва и картира цялото южно, югоизточно и източно крайбрежие на полуострова.